# Ingrida Šimonytėová
Ingrida Šimonytėová (česky nepřech. a litevsky Šimonytė, * 15. listopadu 1974 Vilnius) je litevská ekonomka a nezávislá politička, bývalá ministryně financí (2009–2012) a od listopadu 2020 do prosince 2024 premiérka Litvy.

## Život a politická kariéra
Narodila se ve Vilniusu do rodiny stavebního inženýra a ekonomky. V roce 1992 absolvovala s vyznamenáním gymnázium ve Vilniusu. Na Vilniuské univerzitě studovala obchodní administrativu a management (titul BA v roce 1996) a ekonomii (titul MA v roce 1998).
V roce 1997 nastoupila na litevské ministerstvo financí, kde zastávala různé vedoucí pozice v oblasti výběru daní. V letech 2004–2009 působila coby podtajemnice a ministerská náměstkyně. V období 2009–2012 byla ministryní financí v druhé vládě Andriuse Kubiliuse; ve funkci nahradila Algirdase Šemetu, který se pak stal evropským komisařem pro rozpočet a administrativu. Z pozice ministryně se zasazovala o obnovu litevské ekonomiky po velké recesi a stala se jednou z tváří vládních úsporných opatření. V letech 2013–2016 pak působila v pětičlenné bankovní radě litevské centrální banky a současně vyučovala makroekonomii na Vilniuské univerzitě.
V roce 2016 úspěšně kandidovala (jako nezávislá s podporou strany Vlastenecký svaz – Litevští křesťanští demokraté) za volební obvod Antakalnis (čtvrť Vilniusu) do litevského parlamentu. Ve svém obvodu získala 51,54 % hlasů a zařadila se tak mezi jediné tři kandidáty z celé země zvolené již v prvním kole voleb. Následně se vzdala pozice místopředsedkyně bankovní rady Litevské banky. V parlamentu vstoupila do poslaneckého klubu Vlasteneckého svazu.
V roce 2019 kandidovala jako nezávislá za Vlastenecký svaz – Litevské křesťanské demokraty na funkci litevské prezidentky. První kolo těsně vyhrála se ziskem 31,53 % hlasů před druhým Gitanasem Nausėdou (31,16 %), ve druhém kole však s Nausėdou drtivě prohrála, když získala pouhých 33,47 % hlasů (nově pro ní hlasoval dokonce menší počet voličů než v prvním kole).
V roce 2020 přispěla k výraznému vítězství Vlasteneckého svazu v říjnových parlamentních volbách a v listopadu byla jmenována premiérkou koaliční vlády Vlasteneckého svazu, Liberálního hnutí a Pořádku a spravedlnosti. Stala se tak teprve druhou ženou ve funkci litevské premiérky, po Kazimiře Prunskienė (ve funkci 1990–1991).
V roce 2024 kandidovala na funkci litevského prezidenta. Se ziskem necelých 20 % hlasů sice postoupila do druhého kola voleb, nicméně dosavadní prezident Gitanas Nausėda získal již v prvním kole přes 44 % hlasů. Ve druhém kole voleb ji pak porazil se ziskem téměř 76 % hlasů.
V roce 2015 obdržela nejvyšší litevské státní vyznamenání, Řád Vitolda Velikého. Mluví anglicky, rusky a polsky, částečně švédsky. Je svobodná a bezdětná.

## Zajímavost
K nejoblíbenějším knihám Ingridy Šimonytėové patří Haškovy Osudy dobrého vojáka Švejka za světové války, z nichž během své politické kariéry opakovaně citovala.